# Dans le ventre du dragon
Pour les articles homonymes, voir ventre (homonymie).
Pour plus de détails, voir Fiche technique et Distribution.
Dans le ventre du dragon est un film québécois réalisé par Yves Simoneau sorti en 1989.

## Synopsis
Lou, Steve et Bozo distribuent des dépliants publicitaires. Afin de gagner un peu d'argent, Lou accepte de tester divers médicaments dans le laboratoire de la docteure Lucas.

## Fiche technique
Sources : IMDb et Films du Québec
- Titre original : Dans le ventre du dragon
- Réalisation : Yves Simoneau
- Scénario : Pierre Revelin, Marcel Beaulieu, Yves Simoneau
- Musique : Richard Grégoire
- Direction artistique : Normand Sarrazin
- Costumes : Michèle Hamel
- Maquillage : Pierre Saindon (en)
- Coiffure : Réjean Goderre
- Photographie : Alain Dostie
- Son : Michel Charron, Paul Dion, Michel Descombes
- Montage : André Corriveau
- Effets spéciaux : Jean-Marc Cyr
- Production : Michel Gauthier
- Société de production : Les Productions Québec/Amérique, Les Films Lenox
- Société de distribution : Alliance Vivafilm
- Budget : 2,3 millions $ CA
- Pays de production :  Canada
- Tournage : 5 juillet au 15 août 1988 à Montréal (entre autres dans l'usine d'épuration de la CUM)
- Langue originale : français
- Format : couleur
- Genre : comédie fantastique
- Durée : 101 minutes
- Dates de sortie :
  - Canada : 
    - 14 février 1989 (première au cinéma Berri)
    - 14 février 1989 (sortie en salle au Québec)
- Classification :
  - Québec : Visa général[3]

## Distribution
- Rémy Girard : Steve
- Michel Côté : Bozo
- David La Haye : Lou
- Marie Tifo : Dre Lucas
- Monique Mercure : Mireille
- Andrée Lachapelle : Mme Côté
- Pierre Curzi : le boss
- Jean-Louis Millette : le directeur
- Roy Dupuis : Jean-Marie
- Pierrette Robitaille : cheffe-infirmière
- Robert Gravel : voisin 1
- Angèle Coutu : voisine 2
- Suzanne Champagne : voisine 3
- Sylvie Potvin : voisine 4
- Lucien Francoeur : voisin 5
- Benoît Dagenais : membre de l'équipe d'entretien
- Pierre Verville : membre de L'équipe d'entretien
- Pierre Dalpé : membre de L'équipe d'entretien
- Steve Banner : agent de sécurité 1
- Gaetan Nadeau : agent de sécurité 2
- Louis Mauffette : agent de sécurité 4
- Julien Poulin : gardien de guérite
- Marc Labrèche : infirmier 1
- Léa-Marie Cantin : infirmière 2
- Stephan Roy : infirmier 3
- Maryse Gagne : infirmière 4
- Patrick Goyette : infirmier 5
- Gaetan Rousseau : garde du corps 1
- Jean-Joseph Rochette : garde du corps 2
- Francis Kwan : fugitive
- Éric Hoziel : poursuivant 1
- Roc LaFortune : poursuivant 2
- Jean Chen : poursuivant 3

## Prix
- 1989 : film s'étant le plus démarqué (Outstanding Film of the Year) au London Film Festival.
- En 1990, il est en nomination pour le prix Gémeaux du meilleur son (Best Achievement in Sound Editing).